# Tornei di tennis maschili nel 1963
Prima della nascita della cosiddetta "Era Open" del tennis, ossia l'apertura ai tennisti professionisti dei tornei che prima di quell'anno erano riservati ai tennisti dilettanti. Nel 1963 i tornei si distinguevano in pro e amatoriali: ai primi potevano partecipare solo i giocatori professionisti, mentre ai secondi potevano partecipare solo i tennisti dilettanti. Tutti i tornei più importanti erano amatoriali tra questi c'erano i tornei del Grande Slam: gli Australian Championships, gli Internazionali di Francia, il Torneo di Wimbledon e gli U.S. National Championships.

## Calendario

### Legenda
| Tornei amatoriali       |
| Tornei professionistici |

### Gennaio
| Settimana  | Torneo                                                                              | Vincitore                                      | Finalista                  | Semifinalisti | Eliminati ai quarti |
| ---------- | ----------------------------------------------------------------------------------- | ---------------------------------------------- | -------------------------- | ------------- | ------------------- |
| ? gennaio  | Torneo di Bluebonnet 1963 Bluebonnet, USA Singolare - Doppio                        | Ron Holmberg                                   | Frank Froehling            |               |                     |
| ? gennaio  | Torneo di Bluebonnet 1963 Bluebonnet, USA Singolare - Doppio                        |                                                |                            |               |                     |
| 1º gennaio | Sugar Bowl Invitation 1963 New Orleans, USA Singolare - Doppio                      | Chuck McKinley 6-2 3-6 6-4 6-3                 | Frank Froehling            |               |                     |
| 1º gennaio | Sugar Bowl Invitation 1963 New Orleans, USA Singolare - Doppio                      |                                                |                            |               |                     |
| 6 gennaio  | Sydney Manly Seaside Championships 1963 Sydney, Australia Singolare - Doppio        | Martin Mulligan 6-2 6-2                        | Mark Cox                   |               |                     |
| 6 gennaio  | Sydney Manly Seaside Championships 1963 Sydney, Australia Singolare - Doppio        |                                                |                            |               |                     |
| 8 gennaio  | Border Championships 1963 East London, Sudafrica Singolare - Doppio                 | Abe Segal 9-7 6-4 6-4                          | Manuel Santana             |               |                     |
| 8 gennaio  | Border Championships 1963 East London, Sudafrica Singolare - Doppio                 |                                                |                            |               |                     |
| 8 gennaio  | Pierre Gillou Indoor 1963 Parigi, Francia Singolare - Doppio                        | Jean-Claude Barclay 6-3 7-5 6-2                | Pierre Darmon              |               |                     |
| 8 gennaio  | Pierre Gillou Indoor 1963 Parigi, Francia Singolare - Doppio                        |                                                |                            |               |                     |
| 13 gennaio | Swiss Pro Indoor Championships 1963 Basilea, Svizzera Singolare - Doppio            | Robert Haillet 6-2 8-6                         | Paul Remy                  |               |                     |
| 13 gennaio | Swiss Pro Indoor Championships 1963 Basilea, Svizzera Singolare - Doppio            | Robert Haillet Paul Remy 6-3 6-1 6-4           | Butch Buchholz Lohr        |               |                     |
| 13 gennaio | Western Province Championships 1963 Città del Capo, Sudafrica Singolare - Doppio    | Wilhelm Bungert 6-4 6-3 6-2                    | Bob Mark                   |               |                     |
| 13 gennaio | Western Province Championships 1963 Città del Capo, Sudafrica Singolare - Doppio    |                                                |                            |               |                     |
| 13 gennaio | Dallas Indoor 1963 Dallas, USA Singolare - Doppio                                   | Hamilton Richardson 8-10 6-1 6-4               | Chuck McKinley             |               |                     |
| 13 gennaio | Dallas Indoor 1963 Dallas, USA Singolare - Doppio                                   |                                                |                            |               |                     |
| 14 gennaio | Florida State Championships 1963 Winter Park, USA Singolare - Doppio                | Miguel Olvera 6-3 6-3 4-6 6-2                  | Eduardo A. Zuleta          |               |                     |
| 14 gennaio | Florida State Championships 1963 Winter Park, USA Singolare - Doppio                |                                                |                            |               |                     |
| 19 gennaio | New Zealand Championships 1963 Auckland, Nuova Zelanda Singolare - Doppio           | Lew Gerrard 6-2 6-1 6-2                        | Robert Clarke              |               |                     |
| 19 gennaio | New Zealand Championships 1963 Auckland, Nuova Zelanda Singolare - Doppio           |                                                |                            |               |                     |
| 19 gennaio | Australian Championships 1963 Adelaide, Australia Singolare - Doppio                | Ken Fletcher 6-3 6-3 6-1                       | William Knight             |               |                     |
| 19 gennaio | Australian Championships 1963 Adelaide, Australia Singolare - Doppio                | Bob Hewitt Fred Stolle 6-2, 3-6, 6-3, 3-6, 6-3 | Ken Fletcher John Newcombe |               |                     |
| 19 gennaio | Natal Championships 1963 Durban, Sudafrica Singolare - Doppio                       | Frew Donald McMillan 7-9 3-6 8-6 6-3 6-2       | Dennis Ralston             |               |                     |
| 19 gennaio | Natal Championships 1963 Durban, Sudafrica Singolare - Doppio                       |                                                |                            |               |                     |
| 20 gennaio | San Diego March of Dimes Tournament 1963 San Diego, USA Singolare - Doppio          | Hugh Stewart 6-3 6-4                           | Ed Rubinoff                |               |                     |
| 20 gennaio | San Diego March of Dimes Tournament 1963 San Diego, USA Singolare - Doppio          |                                                |                            |               |                     |
| 27 gennaio | Miami Invitational 1963 Miami, USA Singolare - Doppio                               | Gardnar Mulloy 10-8 6-1 6-4                    | Whitney Reed               |               |                     |
| 27 gennaio | Miami Invitational 1963 Miami, USA Singolare - Doppio                               |                                                |                            |               |                     |
| 27 gennaio | Philadelphia Indoor 1963 Filadelfia, USA Singolare - Doppio                         | Frank Froehling 4-6 6-1 8-6 6-4                | Charlie Pasarell           |               |                     |
| 27 gennaio | Philadelphia Indoor 1963 Filadelfia, USA Singolare - Doppio                         |                                                |                            |               |                     |
| 27 gennaio | Thunderbird Classic 1963 Phoenix, USA Singolare - Doppio                            | Allen Fox 2-6 6-3 6-2                          | Martin Mulligan            |               |                     |
| 27 gennaio | Thunderbird Classic 1963 Phoenix, USA Singolare - Doppio                            |                                                |                            |               |                     |
| 28 gennaio | Tasmanian Championships 1963 Launceston, Australia Singolare - Doppio               | John Newcombe 7-5 6-2                          | Robert Howe                |               |                     |
| 28 gennaio | Tasmanian Championships 1963 Launceston, Australia Singolare - Doppio               |                                                |                            |               |                     |
| 28 gennaio | County of Northumberland Championships 1963 Newcastle, Australia Singolare - Doppio | Rodney Wilfrid Brent 6-1 2-6 6-3               | Robert Howe                |               |                     |
| 28 gennaio | County of Northumberland Championships 1963 Newcastle, Australia Singolare - Doppio |                                                |                            |               |                     |

### Febbraio
| Settimana   | Torneo                                                                             | Vincitore                          | Finalista           | Semifinalisti | Eliminati ai quarti |
| ----------- | ---------------------------------------------------------------------------------- | ---------------------------------- | ------------------- | ------------- | ------------------- |
| 2 febbraio  | German Covered Court Championships 1963 Colonia, Germania Singolare - Doppio       | Wilhelm Bungert 6-4 6-3 9-7        | Krienberg           |               |                     |
| 2 febbraio  | German Covered Court Championships 1963 Colonia, Germania Singolare - Doppio       |                                    |                     |               |                     |
| 2 febbraio  | Middle Atlantic Indoor 1963 Washington, USA Singolare - Doppio                     | Chuck McKinley 6-8 6-4 6-3         | Gene Scott          |               |                     |
| 2 febbraio  | Middle Atlantic Indoor 1963 Washington, USA Singolare - Doppio                     |                                    |                     |               |                     |
| 3 febbraio  | Southern Transvaal Championships 1963 Johannesburg, Sudafrica Singolare - Doppio   | Gordon Forbes 8-6 6-0              | Manuel Santana      |               |                     |
| 3 febbraio  | Southern Transvaal Championships 1963 Johannesburg, Sudafrica Singolare - Doppio   |                                    |                     |               |                     |
| 10 febbraio | Auckland International Wills 1963 Auckland, Nuova Zelanda Singolare - Doppio       | Fred Stolle 2-6 6-3 6-1 6-2        | Bob Hewitt          |               |                     |
| 10 febbraio | Auckland International Wills 1963 Auckland, Nuova Zelanda Singolare - Doppio       |                                    |                     |               |                     |
| 10 febbraio | Asian Championships 1963 Calcutta, India Singolare - Doppio                        | Ramanathan Krishnan 6-4 6-2 6-4    | Jaidip Mukerjea     |               |                     |
| 10 febbraio | Asian Championships 1963 Calcutta, India Singolare - Doppio                        |                                    |                     |               |                     |
| 10 febbraio | Huletts Invitation 1963 Johannesburg, Sudafrica Singolare - Doppio                 | Gordon Forbes 6-4 1-6 6-3          | Manuel Santana      |               |                     |
| 10 febbraio | Huletts Invitation 1963 Johannesburg, Sudafrica Singolare - Doppio                 |                                    |                     |               |                     |
| 10 febbraio | Scandinavian Covered Court Championships 1963 Stoccolma, Svezia Singolare - Doppio | Jan-Erik Lundquist 6-4 8-6 1-6 6-3 | Ulf Schmidt         |               |                     |
| 10 febbraio | Scandinavian Covered Court Championships 1963 Stoccolma, Svezia Singolare - Doppio |                                    |                     |               |                     |
| 11 febbraio | Buffalo Indoor 1963 Buffalo, USA Singolare - Doppio                                | Dennis Ralston 6-4 10-8            | Whitney Reed        |               |                     |
| 11 febbraio | Buffalo Indoor 1963 Buffalo, USA Singolare - Doppio                                |                                    |                     |               |                     |
| 17 febbraio | OFS Championships 1963 Bloemfontein, Sudafrica Singolare - Doppio                  | Cliff Drysdale 6-3 6-2 6-2         | Gordon Forbes       |               |                     |
| 17 febbraio | OFS Championships 1963 Bloemfontein, Sudafrica Singolare - Doppio                  |                                    |                     |               |                     |
| 17 febbraio | US Indoors 1963 New York, USA Singolare - Doppio                                   | Dennis Ralston 7-5 4-6 6-3 10-8    | Mike Sangster       |               |                     |
| 17 febbraio | US Indoors 1963 New York, USA Singolare - Doppio                                   |                                    |                     |               |                     |
| 17 febbraio | French Covered Court Championships 1963 Parigi, Francia Singolare - Doppio         | Jan-Erik Lundquist 6-4 8-6 6-2     | Jean-Claude Barclay |               |                     |
| 17 febbraio | French Covered Court Championships 1963 Parigi, Francia Singolare - Doppio         |                                    |                     |               |                     |
| 25 febbraio | Dixie Championships 1963 Tampa, USA Singolare - Doppio                             | Manuel Santana 6-3 21-19           | Fred Stolle         |               |                     |
| 25 febbraio | Dixie Championships 1963 Tampa, USA Singolare - Doppio                             |                                    |                     |               |                     |

### Marzo
| Settimana | Torneo                                                                                               | Vincitore                          | Finalista          | Semifinalisti | Eliminati ai quarti |
| --------- | --- | ---------------------------------- | ------------------ | ------------- | ------------------- |
| 3 marzo   | Gallia Club Championships 1963 Cannes, Francia Singolare - Doppio                                    | William Alvarez 6-4 6-0            | Mark Otway         |               |                     |
| 3 marzo   | Gallia Club Championships 1963 Cannes, Francia Singolare - Doppio                                    |                                    |                    |               |                     |
| 3 marzo   | Good Neighbor Tournament 1963 Miami Beach, USA Singolare - Doppio                                    | Roy Emerson 6-4 6-0 6-2            | Manuel Santana     |               |                     |
| 3 marzo   | Good Neighbor Tournament 1963 Miami Beach, USA Singolare - Doppio                                    |                                    |                    |               |                     |
| 4 marzo   | Perth Championships 1963 Perth, Australia Singolare - Doppio                                         | Clive Wilderspin 6-4 9-7 6-3       | Doug Napier        |               |                     |
| 4 marzo   | Perth Championships 1963 Perth, Australia Singolare - Doppio                                         |                                    |                    |               |                     |
| 10 marzo  | Colombia International 1963 Barranquilla, Colombia Singolare - Doppio                                | Manuel Santana 6-1 6-4 6-3         | Boro Jovanović     |               |                     |
| 10 marzo  | Colombia International 1963 Barranquilla, Colombia Singolare - Doppio                                |                                    |                    |               |                     |
| 10 marzo  | Torneo di Beaulieu 1963 Cannes, Francia Singolare - Doppio                                           | William Alvarez 3-6 6-3 6-2        | István Gulyás      |               |                     |
| 10 marzo  | Torneo di Beaulieu 1963 Cannes, Francia Singolare - Doppio                                           |                                    |                    |               |                     |
| 10 marzo  | New South Wales Hard Court Championships 1963 Dubbo, Australia Singolare - Doppio                    | Tony Roche                         | Dick Crealy        |               |                     |
| 10 marzo  | New South Wales Hard Court Championships 1963 Dubbo, Australia Singolare - Doppio                    |                                    |                    |               |                     |
| 11 marzo  | Queensland Bay Championships 1963 Redcliffe, Australia Singolare - Doppio                            | Ken Fletcher 6-3 6-4               | Neville Hay        |               |                     |
| 11 marzo  | Queensland Bay Championships 1963 Redcliffe, Australia Singolare - Doppio                            |                                    |                    |               |                     |
| 17 marzo  | Egyptian International Alexandria Championships 1963 Alessandria d'Egitto, Egitto Singolare - Doppio | Jan-Erik Lundquist 6-2 2-6 6-2     | Wilhelm Bungert    |               |                     |
| 17 marzo  | Egyptian International Alexandria Championships 1963 Alessandria d'Egitto, Egitto Singolare - Doppio |                                    |                    |               |                     |
| 17 marzo  | Egyptian International Cairo Championships 1963 Il Cairo, Egitto Singolare - Doppio                  | José-Luis Arilla 6-4 6-4 6-3       | Nicola Pietrangeli |               |                     |
| 17 marzo  | Egyptian International Cairo Championships 1963 Il Cairo, Egitto Singolare - Doppio                  |                                    |                    |               |                     |
| 17 marzo  | Cannes Lawn Tennis Club Championships 1963 Cannes, Francia Singolare - Doppio                        | István Gulyás 6-4 6-0              | Barry Geraghty     |               |                     |
| 17 marzo  | Cannes Lawn Tennis Club Championships 1963 Cannes, Francia Singolare - Doppio                        |                                    |                    |               |                     |
| 17 marzo  | Mexican International Championships 1963 Città del Messico, Messico Singolare - Doppio               | Mario Llamas 0-6 6-4 6-2 10-8      | Roy Emerson        |               |                     |
| 17 marzo  | Mexican International Championships 1963 Città del Messico, Messico Singolare - Doppio               |                                    |                    |               |                     |
| 17 marzo  | Caribbean Championships 1963 Montego Bay, Giamaica Singolare - Doppio                                | Robert Barnes 7-5 6-1 6-2          | Niki Pilic         |               |                     |
| 17 marzo  | Caribbean Championships 1963 Montego Bay, Giamaica Singolare - Doppio                                |                                    |                    |               |                     |
| 18 marzo  | Southern California Intercollegiates Championships 1963 Pasadena, USA Singolare - Doppio             | Arthur Ashe                        | David Reed         |               |                     |
| 18 marzo  | Southern California Intercollegiates Championships 1963 Pasadena, USA Singolare - Doppio             |                                    |                    |               |                     |
| 24 marzo  | St Andrews Invitation 1963 Kingston, Giamaica Singolare - Doppio                                     | Patricio Rodríguez 6-4 7-5 6-3     | Mike Sangster      |               |                     |
| 24 marzo  | St Andrews Invitation 1963 Kingston, Giamaica Singolare - Doppio                                     |                                    |                    |               |                     |
| 24 marzo  | Riviera Championships 1963 Mentone, Francia Singolare - Doppio                                       | István Gulyás 6-1 6-1              | Mark Cox           |               |                     |
| 24 marzo  | Riviera Championships 1963 Mentone, Francia Singolare - Doppio                                       |                                    |                    |               |                     |
| 24 marzo  | Caribe Hilton Championships 1963 San Juan, Porto Rico Singolare - Doppio                             | Manuel Santana 7-5 1-6 6-3 6-3     | Roy Emerson        |               |                     |
| 24 marzo  | Caribe Hilton Championships 1963 San Juan, Porto Rico Singolare - Doppio                             |                                    |                    |               |                     |
| 31 marzo  | Carlton Club Championships 1963 Cannes, Francia Singolare - Doppio                                   | Jan-Erik Lundquist 6-1 3-6 6-3 8-6 | István Gulyás      |               |                     |
| 31 marzo  | Carlton Club Championships 1963 Cannes, Francia Singolare - Doppio                                   |                                    |                    |               |                     |
| 31 marzo  | Caracas Altamira International 1963 Caracas, Venezuela Singolare - Doppio                            | Manuel Santana 9-11 7-5 6-1 6-4    | Thomaz Koch        |               |                     |
| 31 marzo  | Caracas Altamira International 1963 Caracas, Venezuela Singolare - Doppio                            |                                    |                    |               |                     |

### Aprile
| Settimana | Torneo                                                                               | Vincitore                                   | Finalista              | Semifinalisti          | Eliminati ai quarti                   |
| --------- | ------------------------------------------------------------------------------------ | ------------------------------------------- | ---------------------- | ---------------------- | ------------------------------------- |
| aprile    | British Hard Court Championships 1963 Bournemouth, Gran Bretagna Singolare - Doppio  | William Knight 5-7 6-3 6-1 6-3              | Martin Mulligan        |                        |                                       |
| aprile    | British Hard Court Championships 1963 Bournemouth, Gran Bretagna Singolare - Doppio  |                                             |                        |                        |                                       |
| 1º aprile | Torneo di Wynnum 1963 Wynnum, Australia Singolare - Doppio                           | Neil Gibson 6-4 6-4                         | James Moore            |                        |                                       |
| 1º aprile | Torneo di Wynnum 1963 Wynnum, Australia Singolare - Doppio                           |                                             |                        |                        |                                       |
| 2 aprile  | Pepsi-Cola World Pro Championships 1963 Cleveland, USA Singolare - Doppio            | Butch Buchholz 6-3 6-3                      | Andrés Gimeno          | Rod Laver Ken Rosewall | Tabellone a 6 Luis Ayala Barry MacKay |
| 2 aprile  | Pepsi-Cola World Pro Championships 1963 Cleveland, USA Singolare - Doppio            | Luis Ayala Andrés Gimeno 6-4 9-7            | Rod Laver Ken Rosewall | Rod Laver Ken Rosewall | Tabellone a 6 Luis Ayala Barry MacKay |
| 7 aprile  | Nice Lawn Tennis Club Championships 1963 Nizza, Francia Singolare - Doppio           | Pierre Darmon 8-10 6-3 6-2 7-5              | István Gulyás          |                        |                                       |
| 7 aprile  | Nice Lawn Tennis Club Championships 1963 Nizza, Francia Singolare - Doppio           |                                             |                        |                        |                                       |
| 7 aprile  | Malaysian International Championships 1963 Penang, Malaysia Singolare - Doppio       | Ken Fletcher 4-6 6-4 6-4                    | Tony Roche             |                        |                                       |
| 7 aprile  | Malaysian International Championships 1963 Penang, Malaysia Singolare - Doppio       |                                             |                        |                        |                                       |
| 7 aprile  | Masters Invitational 1963 Saint Petersburg, USA Singolare - Doppio                   | Manuel Santana 6-4 6-4 6-8 3-6 6-3          | Roy Emerson            |                        |                                       |
| 7 aprile  | Masters Invitational 1963 Saint Petersburg, USA Singolare - Doppio                   |                                             |                        |                        |                                       |
| 13 aprile | Cumberland Hard Court Championships 1963 Hampstead, Gran Bretagna Singolare - Doppio | Mark Cox 6-3 7-5                            | Harry Matheson         |                        |                                       |
| 13 aprile | Cumberland Hard Court Championships 1963 Hampstead, Gran Bretagna Singolare - Doppio |                                             |                        |                        |                                       |
| 13 aprile | Big Six Conference College Championships 1963 Los Angeles, USA Singolare - Doppio    | Dennis Ralston 7-9 6-3 6-4                  | Arthur Ashe            |                        |                                       |
| 13 aprile | Big Six Conference College Championships 1963 Los Angeles, USA Singolare - Doppio    |                                             |                        |                        |                                       |
| 14 aprile | Monte Carlo Cup 1963 Monte Carlo, Monte Carlo Singolare - Doppio                     | Pierre Darmon 6-2 2-6 6-1 5-7 6-4           | Jan-Erik Lundquist     |                        |                                       |
| 14 aprile | Monte Carlo Cup 1963 Monte Carlo, Monte Carlo Singolare - Doppio                     |                                             |                        |                        |                                       |
| 14 aprile | Vietnam Championships 1963 Saigon, Vietnam Singolare - Doppio                        | Tony Roche 9-7 6-4                          | John Newcombe          |                        |                                       |
| 14 aprile | Vietnam Championships 1963 Saigon, Vietnam Singolare - Doppio                        |                                             |                        |                        |                                       |
| 15 aprile | Torneo di St Kilda 1963 St Kilda, Australia Singolare - Doppio                       | Paul Hearnden 2-6 6-3 6-1                   | Beers                  |                        |                                       |
| 15 aprile | Torneo di St Kilda 1963 St Kilda, Australia Singolare - Doppio                       |                                             |                        |                        |                                       |
| 15 aprile | Murray Valley Championships 1963 Swan Hill, Australia Singolare - Doppio             | Cotter 6-0 6-2                              | Evans                  |                        |                                       |
| 15 aprile | Murray Valley Championships 1963 Swan Hill, Australia Singolare - Doppio             |                                             |                        |                        |                                       |
| 15 aprile | Darling Downs Championships 1963 Toowoomba, Australia Singolare - Doppio             | Greg Hughes 6-4 4-6 7-5                     | Maurice Guse           |                        |                                       |
| 15 aprile | Darling Downs Championships 1963 Toowoomba, Australia Singolare - Doppio             |                                             |                        |                        |                                       |
| 15 aprile | River Oaks International Tennis Tournament 1963 Houston, USA Singolare - Doppio      | Manuel Santana 6-4 13-11 3-6 2-6 6-4        | Chuck McKinley         |                        |                                       |
| 15 aprile | River Oaks International Tennis Tournament 1963 Houston, USA Singolare - Doppio      |                                             |                        |                        |                                       |
| 15 aprile | South African Championships 1963 Johannesburg, Sudafrica Singolare - Doppio          | Wilhelm Bungert 6-4 6-4 8-6                 | Gordon Forbes          |                        |                                       |
| 15 aprile | South African Championships 1963 Johannesburg, Sudafrica Singolare - Doppio          |                                             |                        |                        |                                       |
| 15 aprile | Central Queensland Championships 1963 Rockhampton, Australia Singolare - Doppio      | Neville Hay 6-4 6-3                         | Raymond Moore          |                        |                                       |
| 15 aprile | Central Queensland Championships 1963 Rockhampton, Australia Singolare - Doppio      |                                             |                        |                        |                                       |
| 15 aprile | Goulburn Valley Championships 1963 Shepparton, Australia Singolare - Doppio          | Bert Kearney 6-1 6-0                        | Wayne Reid             |                        |                                       |
| 15 aprile | Goulburn Valley Championships 1963 Shepparton, Australia Singolare - Doppio          |                                             |                        |                        |                                       |
| 15 aprile | Torneo di St Arnaud 1963 St Arnaud, Australia Singolare - Doppio                     | Cameron 6-0 6-0                             | John Maloney           |                        |                                       |
| 15 aprile | Torneo di St Arnaud 1963 St Arnaud, Australia Singolare - Doppio                     |                                             |                        |                        |                                       |
| 17 aprile | Tally Ho! 1963 Birmingham, Gran Bretagna Singolare - Doppio                          | D.R. Oliver 7-5 6-4                         | R.W. Dixon             |                        |                                       |
| 17 aprile | Tally Ho! 1963 Birmingham, Gran Bretagna Singolare - Doppio                          |                                             |                        |                        |                                       |
| 17 aprile | Southport Hard Court Championships 1963 Southport, Gran Bretagna Singolare - Doppio  | James Tattersall 8-6 6-2                    | Malcolm Gracie         |                        |                                       |
| 17 aprile | Southport Hard Court Championships 1963 Southport, Gran Bretagna Singolare - Doppio  |                                             |                        |                        |                                       |
| 20 aprile | Rothmans Connaught Championships 1963 Chingford, Gran Bretagna Singolare - Doppio    | Mike Sangster Bobby Wilson titolo condiviso |                        |                        |                                       |
| 20 aprile | Rothmans Connaught Championships 1963 Chingford, Gran Bretagna Singolare - Doppio    |                                             |                        |                        |                                       |
| 20 aprile | Surrey Hard Court Championships 1963 Sutton, Gran Bretagna Singolare - Doppio        | Mike Hann William Knight titolo condiviso   |                        |                        |                                       |
| 20 aprile | Surrey Hard Court Championships 1963 Sutton, Gran Bretagna Singolare - Doppio        |                                             |                        |                        |                                       |
| 21 aprile | Aix Golden Racquet Tournament 1963 Aix-en-Provence, Francia Singolare - Doppio       | Inge Buding 6-3 3-6 6-1 4-6 6-3             | John Fraser            |                        |                                       |
| 21 aprile | Aix Golden Racquet Tournament 1963 Aix-en-Provence, Francia Singolare - Doppio       |                                             |                        |                        |                                       |
| 21 aprile | Dallas Invitation 1963 Dallas, USA Singolare - Doppio                                | Fred Stolle                                 | Hamilton Richardson    |                        |                                       |
| 21 aprile | Dallas Invitation 1963 Dallas, USA Singolare - Doppio                                |                                             |                        |                        |                                       |
| 28 aprile | Ojai Valley Championships 1963 Ojai, USA Singolare - Doppio                          | Dennis Ralston 6-1 6-4                      | Jim McManus            |                        |                                       |
| 28 aprile | Ojai Valley Championships 1963 Ojai, USA Singolare - Doppio                          |                                             |                        |                        |                                       |
| 28 aprile | Paris International Championships 1963 Parigi, Francia Singolare - Doppio            | Pierre Darmon 5-7 6-4 6-1 6-3               | Alan Lane              |                        |                                       |
| 28 aprile | Paris International Championships 1963 Parigi, Francia Singolare - Doppio            |                                             |                        |                        |                                       |
| 28 aprile | Torneo di Reggio Calabria 1963 Reggio Calabria, Italia Singolare - Doppio            | Giuseppe Merlo 6-4 6-4 7-5                  | Ken Fletcher           |                        |                                       |
| 28 aprile | Torneo di Reggio Calabria 1963 Reggio Calabria, Italia Singolare - Doppio            |                                             |                        |                        |                                       |
| 28 aprile | Tennis ai IV Giochi panamericani San Paolo, Brasile Singolare - Doppio               | Ronald Barnes                               | Mario Llamas           |                        |                                       |
| 28 aprile | Tennis ai IV Giochi panamericani San Paolo, Brasile Singolare - Doppio               |                                             |                        |                        |                                       |

### Maggio
| Settimana | Torneo                                                                                | Vincitore                              | Finalista                         | Semifinalisti | Eliminati ai quarti |
| --------- | ------------------------------------------------------------------------------------- | -------------------------------------- | --------------------------------- | ------------- | ------------------- |
| 4 maggio  | London Hard Court Championships 1963 Hurlingham, Gran Bretagna Singolare - Doppio     | Roger Taylor 6-2 6-3                   | David Philips                     |               |                     |
| 4 maggio  | London Hard Court Championships 1963 Hurlingham, Gran Bretagna Singolare - Doppio     |                                        |                                   |               |                     |
| 5 maggio  | Campionato Partenopeo 1963 Napoli, Italia Singolare - Doppio                          | Jan-Erik Lundquist 6-3 0-6 3-6 6-3 6-1 | Fred Stolle                       |               |                     |
| 5 maggio  | Campionato Partenopeo 1963 Napoli, Italia Singolare - Doppio                          |                                        |                                   |               |                     |
| 5 maggio  | California State Championships 1963 Pebble Beach, USA Singolare - Doppio              | Whitney Reed 6-4 3-6 10-8 6-4          | Jim McManus                       |               |                     |
| 5 maggio  | California State Championships 1963 Pebble Beach, USA Singolare - Doppio              |                                        |                                   |               |                     |
| 6 maggio  | Wide Bay Tennis Championships 1963 Bundaberg, Australia Singolare - Doppio            | Jim Shepherd 6-0 6-2                   | Blundell                          |               |                     |
| 6 maggio  | Wide Bay Tennis Championships 1963 Bundaberg, Australia Singolare - Doppio            |                                        |                                   |               |                     |
| 12 maggio | Southern California Championships 1963 Los Angeles, USA Singolare - Doppio            | Dennis Ralston 6-3 6-4 6-4             | Rafael Osuna                      |               |                     |
| 12 maggio | Southern California Championships 1963 Los Angeles, USA Singolare - Doppio            |                                        |                                   |               |                     |
| 14 maggio | Internazionali d'Italia 1963 Roma, Italia Singolare - Doppio                          | Martin Mulligan 6-2 4-6 6-3 8-6        | Boro Jovanović                    |               |                     |
| 14 maggio | Internazionali d'Italia 1963 Roma, Italia Singolare - Doppio                          | Bob Hewitt Fred Stolle 6-3 6-3 6-1     | Nicola Pietrangeli Orlando Sirola |               |                     |
| 19 maggio | Torneo di Brighton & Hove 1963 Brighton, Gran Bretagna Singolare - Doppio             | David Philips 6-4 6-2                  | Anthony J. Ryan                   |               |                     |
| 19 maggio | Torneo di Brighton & Hove 1963 Brighton, Gran Bretagna Singolare - Doppio             |                                        |                                   |               |                     |
| 19 maggio | Roehampton Hard Court Championships 1963 Roehampton, Gran Bretagna Singolare - Doppio | Norman Kitovitz 6-2 6-2                | John McDonald                     |               |                     |
| 19 maggio | Roehampton Hard Court Championships 1963 Roehampton, Gran Bretagna Singolare - Doppio |                                        |                                   |               |                     |
| 26 maggio | Bielefeld Tournament 1963 Bielefeld, Germania Singolare - Doppio                      | Wolfgang Stuck 6-3 6-0 6-0             | Ulf Schmidt                       |               |                     |
| 26 maggio | Bielefeld Tournament 1963 Bielefeld, Germania Singolare - Doppio                      |                                        |                                   |               |                     |

### Giugno
| Settimana | Torneo                                                                                    | Vincitore                                  | Finalista                        | Semifinalisti               | Eliminati ai quarti                                  |
| --------- | ----------------------------------------------------------------------------------------- | ------------------------------------------ | -------------------------------- | --------------------------- | ---------------------------------------------------- |
| 1º giugno | Surrey Championships 1963 Surbiton, Gran Bretagna Singolare - Doppio                      | Roger Taylor 10-8 9-11 10-8                | Jaidip Mukerjea                  |                             |                                                      |
| 1º giugno | Surrey Championships 1963 Surbiton, Gran Bretagna Singolare - Doppio                      |                                            |                                  |                             |                                                      |
| 2 giugno  | Tulsa Clay Court Championships 1963 Tulsa, USA Singolare - Doppio                         | Frank Froehling 6-4 6-4                    | Chuck McKinley                   |                             |                                                      |
| 2 giugno  | Tulsa Clay Court Championships 1963 Tulsa, USA Singolare - Doppio                         |                                            |                                  |                             |                                                      |
| 2 giugno  | Torneo di Wolverhampton 1963 Wolverhampton, Gran Bretagna Singolare - Doppio              | Frew Donald McMillan 6-4 4-6 7-5           | R.W. Dixon                       |                             |                                                      |
| 2 giugno  | Torneo di Wolverhampton 1963 Wolverhampton, Gran Bretagna Singolare - Doppio              |                                            |                                  |                             |                                                      |
| 2 giugno  | San Diego Pro Championships 1963 San Diego, USA Singolare                                 | Andrés Gimeno 2-6 7-5 6-3                  | Rod Laver                        | Butch Buchholz Ken Rosewall |                                                      |
| 2 giugno  | West Berlin Championships 1963 Berlino Ovest, Germania Singolare - Doppio                 | Christian Kuhnke 6-3 2-6 13-11 6-1         | Fred Stolle                      |                             |                                                      |
| 2 giugno  | West Berlin Championships 1963 Berlino Ovest, Germania Singolare - Doppio                 |                                            |                                  |                             |                                                      |
| 2 giugno  | Connecticut State Championships 1963 New Haven, USA Singolare - Doppio                    | Donald Rubell 2-6 6-4 6-3                  | John Cullen                      |                             |                                                      |
| 2 giugno  | Connecticut State Championships 1963 New Haven, USA Singolare - Doppio                    |                                            |                                  |                             |                                                      |
| 2 giugno  | Central California Championships 1963 Sacramento, USA Singolare - Doppio                  | Tom Brown 6-2 6-8 8-6                      | Dennis Ralston                   |                             |                                                      |
| 2 giugno  | Central California Championships 1963 Sacramento, USA Singolare - Doppio                  |                                            |                                  |                             |                                                      |
| 2 giugno  | Torneo di Lytham St Annes 1963 Lytham St Annes, Gran Bretagna Singolare - Doppio          | David Philips 6-4 6-1                      | John Hillebrand                  |                             |                                                      |
| 2 giugno  | Torneo di Lytham St Annes 1963 Lytham St Annes, Gran Bretagna Singolare - Doppio          |                                            |                                  |                             |                                                      |
| 3 giugno  | Moroccan International Championships 1963 Casablanca, Marocco Singolare - Doppio          | Roy Emerson 6-8 7-5 6-3 6-4                | Inge Buding                      |                             |                                                      |
| 3 giugno  | Moroccan International Championships 1963 Casablanca, Marocco Singolare - Doppio          |                                            |                                  |                             |                                                      |
| 3 giugno  | Western Australian Hard Court Championships 1963 Kalgoorlie, Australia Singolare - Doppio | Peter Harris 9-6                           | Peter McPherson                  |                             |                                                      |
| 3 giugno  | Western Australian Hard Court Championships 1963 Kalgoorlie, Australia Singolare - Doppio |                                            |                                  |                             |                                                      |
| 5 giugno  | Internazionali di Francia 1963 Parigi, Francia Singolare - Doppio                         | Roy Emerson 3-6 6-1 6-4 6-4                | Pierre Darmon                    |                             |                                                      |
| 5 giugno  | Internazionali di Francia 1963 Parigi, Francia Singolare - Doppio                         | Roy Emerson Manuel Santana 6-2 6-4 6-4     | Gordon Forbes Abe Segal          |                             |                                                      |
| 6 giugno  | Norwegian International Championships 1963 Oslo, Norvegia Singolare - Doppio              | Jan-Erik Lundquist 6-4 0-6 6-2 6-4         | Warren Woodcock                  |                             |                                                      |
| 6 giugno  | Norwegian International Championships 1963 Oslo, Norvegia Singolare - Doppio              |                                            |                                  |                             |                                                      |
| 8 giugno  | Torneo di Cheltenham 1963 Cheltenham, Gran Bretagna Singolare - Doppio                    | Warren Jacques 6-3 7-5                     | Alan Lane                        |                             |                                                      |
| 8 giugno  | Torneo di Cheltenham 1963 Cheltenham, Gran Bretagna Singolare - Doppio                    |                                            |                                  |                             |                                                      |
| 9 giugno  | Northern Championships 1963 Manchester, Gran Bretagna Singolare - Doppio                  | Mike Sangster 1917 6-4                     | Tony Roche                       |                             |                                                      |
| 9 giugno  | Northern Championships 1963 Manchester, Gran Bretagna Singolare - Doppio                  |                                            |                                  |                             |                                                      |
| 10 giugno | Torneo Godò 1963 Barcellona, Spagna Singolare - Doppio                                    | Roy Emerson 0-6 6-4 6-3 4-6 6-3            | Juan Manuel Couder               |                             |                                                      |
| 10 giugno | Torneo Godò 1963 Barcellona, Spagna Singolare - Doppio                                    | Roy Emerson Manuel Santana                 | José-Luis Arilla Eduardo Soriano |                             |                                                      |
| 10 giugno | Barnes 1963 Lowther, Gran Bretagna Singolare - Doppio                                     | C.M. Tang 6-4 6-3                          | Bennett                          |                             |                                                      |
| 10 giugno | Barnes 1963 Lowther, Gran Bretagna Singolare - Doppio                                     |                                            |                                  |                             |                                                      |
| 10 giugno | Victorian Hard Court Championships 1963 Melbourne, Australia Singolare - Doppio           | Will Coghlan 3-6 6-2 6-2                   | G. Collins                       |                             |                                                      |
| 10 giugno | Victorian Hard Court Championships 1963 Melbourne, Australia Singolare - Doppio           |                                            |                                  |                             |                                                      |
| 10 giugno | Czechoslovakian International Championships 1963 Praga, Cecoslovacchia Singolare - Doppio | Ken Fletcher 6-3 6-2 7-5                   | John Fraser                      |                             |                                                      |
| 10 giugno | Czechoslovakian International Championships 1963 Praga, Cecoslovacchia Singolare - Doppio |                                            |                                  |                             |                                                      |
| 10 giugno | Torneo di Stoccolma 1963 Stoccolma, Svezia Singolare - Doppio                             | Jan-Erik Lundquist 10-8 7-5 6-3            | Fred Stolle                      |                             |                                                      |
| 10 giugno | Torneo di Stoccolma 1963 Stoccolma, Svezia Singolare - Doppio                             |                                            |                                  |                             |                                                      |
| 10 giugno | Torneo di Sutton Coldfield 1963 Sutton, Gran Bretagna Singolare - Doppio                  | John Hillebrand 6-2 6-2                    | Barry Geraghty                   |                             |                                                      |
| 10 giugno | Torneo di Sutton Coldfield 1963 Sutton, Gran Bretagna Singolare - Doppio                  |                                            |                                  |                             |                                                      |
| 15 giugno | West of England Championships 1963 Bristol, Gran Bretagna Singolare - Doppio              | Fred Stolle 6-3 6-4                        | Chuck McKinley                   |                             |                                                      |
| 15 giugno | West of England Championships 1963 Bristol, Gran Bretagna Singolare - Doppio              |                                            |                                  |                             |                                                      |
| 15 giugno | Nottinghamshire Championships 1963 Nottingham, Gran Bretagna Singolare - Doppio           | Robert Howe 6-3 3-6 6-4                    | Tony Pickard                     |                             |                                                      |
| 15 giugno | Nottinghamshire Championships 1963 Nottingham, Gran Bretagna Singolare - Doppio           |                                            |                                  |                             |                                                      |
| 16 giugno | Adler Pro Championships 1963 Los Angeles, USA Cemento Singolare - Doppio                  | Ken Rosewall 14-12 6-4 6-3                 | Rod Laver                        | Lew Hoad Andrés Gimeno      | Butch Buchholz Tony Trabert Barry MacKay Alex Olmedo |
| 16 giugno | Adler Pro Championships 1963 Los Angeles, USA Cemento Singolare - Doppio                  | Ken Rosewall Rod Laver 6-2 6-3             | Lew Hoad Tony Trabert            | Lew Hoad Andrés Gimeno      | Butch Buchholz Tony Trabert Barry MacKay Alex Olmedo |
| 16 giugno | Kent Championships 1963 Beckenham, Gran Bretagna Singolare - Doppio                       | Ken Fletcher 6-3 6-2                       | Martin Mulligan                  |                             |                                                      |
| 16 giugno | Kent Championships 1963 Beckenham, Gran Bretagna Singolare - Doppio                       |                                            |                                  |                             |                                                      |
| 17 giugno | Blue and Gray Invitation 1963 Montgomery, USA Singolare - Doppio                          | William Lenoir 6-1 2-6 6-3                 | Andrew Lloyd                     |                             |                                                      |
| 17 giugno | Blue and Gray Invitation 1963 Montgomery, USA Singolare - Doppio                          |                                            |                                  |                             |                                                      |
| 21 giugno | Queen's Club Championships 1963 Londra, Gran Bretagna Singolare - Doppio                  | Roy Emerson 6-1 6-2                        | Owen Davidson                    |                             |                                                      |
| 21 giugno | Queen's Club Championships 1963 Londra, Gran Bretagna Singolare - Doppio                  |                                            |                                  |                             |                                                      |
| 22 giugno | National Collegiate Championships 1963 Princeton, USA Singolare - Doppio                  | Dennis Ralston 9-7 2-6 6-2 6-1             | Marty Riessen                    |                             |                                                      |
| 22 giugno | National Collegiate Championships 1963 Princeton, USA Singolare - Doppio                  |                                            |                                  |                             |                                                      |
| 23 giugno | Texas State Championships 1963 Dallas, USA Singolare - Doppio                             | Cliff Richey 6-2 6-2 6-4                   | Bill Lust                        |                             |                                                      |
| 23 giugno | Texas State Championships 1963 Dallas, USA Singolare - Doppio                             |                                            |                                  |                             |                                                      |
| 23 giugno | Southern Championships 1963 Greenville, USA Singolare - Doppio                            | Jerry Moss 4-6 6-3 7-5                     | Andrew Lloyd                     |                             |                                                      |
| 23 giugno | Southern Championships 1963 Greenville, USA Singolare - Doppio                            |                                            |                                  |                             |                                                      |
| 29 giugno | U.S. Pro Tennis Championships 1963 Forest Hills, New York, USA Erba Singolare - Doppio    | Ken Rosewall 6-4 6-2 6-2                   | Rod Laver                        | Butch Buchholz Alex Olmedo  | Pancho Segura Lew Hoad Pancho Gonzales Tony Trabert  |
| 29 giugno | U.S. Pro Tennis Championships 1963 Forest Hills, New York, USA Erba Singolare - Doppio    | Ken Rosewall Rod Laver 10-8 8-6 6-4        | Butch Buchholz Alex Olmedo       | Butch Buchholz Alex Olmedo  | Pancho Segura Lew Hoad Pancho Gonzales Tony Trabert  |
| 30 giugno | Tennessee Valley Championships 1963 Chattanooga, USA Singolare - Doppio                   | Marty Riessen 6-1 6-3                      | Andy Andy                        |                             |                                                      |
| 30 giugno | Tennessee Valley Championships 1963 Chattanooga, USA Singolare - Doppio                   | Marty Riessen Ramsey Earnhart 9-11 6-4 6-4 | Clark Graebner John Powless      |                             |                                                      |

### Luglio
| Settimana | Torneo                                                                                | Vincitore                                    | Finalista                    | Semifinalisti | Eliminati ai quarti |
| --------- | ------------------------------------------------------------------------------------- | -------------------------------------------- | ---------------------------- | ------------- | ------------------- |
| luglio    | British Pro Championships 1963 Eastbourne, Gran Bretagna Singolare - Doppio           | John M. Melhuish 6-3 6-4 3-6 6-3             | J. Watson                    |               |                     |
| luglio    | British Pro Championships 1963 Eastbourne, Gran Bretagna Singolare - Doppio           | G. Bradley Bill Moss 6-2 6-3 3-6 6-4         | J. Draper John M. Melhuish   |               |                     |
| luglio    | Northwest Invitation 1963 ?, USA Singolare - Doppio                                   | Hamilton Richardson                          | Vic Seixas                   |               |                     |
| luglio    | Northwest Invitation 1963 ?, USA Singolare - Doppio                                   |                                              |                              |               |                     |
| 6 luglio  | Tri-State Championships 1963 Cincinnati, USA Singolare - Doppio                       | Marty Riessen 6-1 6-3 7-5                    | Herb Fitzgibbon              |               |                     |
| 6 luglio  | Tri-State Championships 1963 Cincinnati, USA Singolare - Doppio                       | Marty Riessen Clark Graebner 6-4, 6-3        | Jerry Moss Norman Perry      |               |                     |
| 7 luglio  | Torneo di Caboolture 1963 Caboolture, Australia Singolare - Doppio                    | Neil Gibson 6-4 7-5                          | James Moore                  |               |                     |
| 7 luglio  | Torneo di Caboolture 1963 Caboolture, Australia Singolare - Doppio                    |                                              |                              |               |                     |
| 8 luglio  | Torneo di Wimbledon 1963 Londra, Gran Bretagna Singolare - Doppio                     | Chuck McKinley 9-7 6-1 6-4                   | Fred Stolle                  |               |                     |
| 8 luglio  | Torneo di Wimbledon 1963 Londra, Gran Bretagna Singolare - Doppio                     | Rafael Osuna Antonio Palafox 4-6 6-2 6-2 6-2 | Claude Barclay Pierre Darmon |               |                     |
| 13 luglio | Irish Championships 1963 Dublino, Irlanda Singolare - Doppio                          | Bobby Wilson 6-3 6-0 6-3                     | William Knight               |               |                     |
| 13 luglio | Irish Championships 1963 Dublino, Irlanda Singolare - Doppio                          |                                              |                              |               |                     |
| 13 luglio | Midland Counties Championships 1963 Edgbaston, Gran Bretagna Singolare - Doppio       | Roy Emerson 4-6 6-3 7-5                      | Rafael Osuna                 |               |                     |
| 13 luglio | Midland Counties Championships 1963 Edgbaston, Gran Bretagna Singolare - Doppio       |                                              |                              |               |                     |
| 13 luglio | Scottish Championships 1963 Edimburgo, Gran Bretagna Singolare - Doppio               | Harry Matheson 6-2 3-6 8-6                   | J.T. Wood                    |               |                     |
| 13 luglio | Scottish Championships 1963 Edimburgo, Gran Bretagna Singolare - Doppio               |                                              |                              |               |                     |
| 14 luglio | Beerschot International 1963 Anversa, Belgio Singolare - Doppio                       | Ramanathan Krishnan 6-1 1-6 6-3              | Nicola Pietrangeli           |               |                     |
| 14 luglio | Beerschot International 1963 Anversa, Belgio Singolare - Doppio                       |                                              |                              |               |                     |
| 14 luglio | Swedish International Hard Court Championships 1963 Båstad, Svezia Singolare - Doppio | Jan-Erik Lundquist 6-4 7-5 6-4               | Boro Jovanović               |               |                     |
| 14 luglio | Swedish International Hard Court Championships 1963 Båstad, Svezia Singolare - Doppio |                                              |                              |               |                     |
| 14 luglio | Düsseldorf Championships 1963 Düsseldorf, Germania Singolare - Doppio                 | Fred Stolle 6-4 6-4 6-1                      | Edison Mandarino             |               |                     |
| 14 luglio | Düsseldorf Championships 1963 Düsseldorf, Germania Singolare - Doppio                 |                                              |                              |               |                     |
| 14 luglio | East of England Championships 1963 Felixstowe, Gran Bretagna Singolare - Doppio       | Mark Cox 6-4 6-3                             | Geoff Bluett                 |               |                     |
| 14 luglio | East of England Championships 1963 Felixstowe, Gran Bretagna Singolare - Doppio       |                                              |                              |               |                     |
| 14 luglio | Torneo di Wengen 1963 Wengen, Svizzera Singolare - Doppio                             | Ronald S. McKenzie 6-3 4-6 7-9 2-3 ritiro    | Ed Rubinoff                  |               |                     |
| 14 luglio | Torneo di Wengen 1963 Wengen, Svizzera Singolare - Doppio                             |                                              |                              |               |                     |
| 15 luglio | Western Championships 1963 Milwaukee, USA Singolare - Doppio                          | William Lenoir 8-10 2-6 6-0 6-1 6-2          | Marty Riessen                |               |                     |
| 15 luglio | Western Championships 1963 Milwaukee, USA Singolare - Doppio                          |                                              |                              |               |                     |
| 20 luglio | Essex Championships 1963 Frinton, Gran Bretagna Singolare - Doppio                    | John Fraser 6-3 6-2                          | Jaidip Mukerjea              |               |                     |
| 20 luglio | Essex Championships 1963 Frinton, Gran Bretagna Singolare - Doppio                    |                                              |                              |               |                     |
| 20 luglio | Torneo di Hoylake & West Kirby 1963 Hoylake, Gran Bretagna Singolare - Doppio         | Robert Howe                                  | non conosciuta (bandiera)    |               |                     |
| 20 luglio | Torneo di Hoylake & West Kirby 1963 Hoylake, Gran Bretagna Singolare - Doppio         |                                              |                              |               |                     |
| 21 luglio | Swiss International Championships 1963 Gstaad, Svizzera Singolare - Doppio            | Nicola Pietrangeli 7-5 6-2 6-2               | Roy Emerson                  |               |                     |
| 21 luglio | Swiss International Championships 1963 Gstaad, Svizzera Singolare - Doppio            |                                              |                              |               |                     |
| 21 luglio | Welsh Championships 1963 Newport, Gran Bretagna Singolare - Doppio                    | Warren Jacques 10-8 7-5                      | Alan Mills                   |               |                     |
| 21 luglio | Welsh Championships 1963 Newport, Gran Bretagna Singolare - Doppio                    |                                              |                              |               |                     |
| 22 luglio | U.S. Men's Clay Court Championships 1963 River Forest, USA Singolare - Doppio         | Chuck McKinley 6-2 6-2 6-4                   | Dennis Ralston               |               |                     |
| 22 luglio | U.S. Men's Clay Court Championships 1963 River Forest, USA Singolare - Doppio         | Clark Graebner Marty Riessen                 |                              |               |                     |
| 28 luglio | Dutch International Championships 1963 Hilversum, Paesi Bassi Singolare - Doppio      | Cliff Drysdale 6-3 6-4 6-2                   | Roy Emerson                  |               |                     |
| 28 luglio | Dutch International Championships 1963 Hilversum, Paesi Bassi Singolare - Doppio      |                                              |                              |               |                     |
| 29 luglio | Pennsylvania Lawn Tennis Championship 1963 Haverford, USA Singolare - Doppio          | Chuck McKinley 6-2 6-2 6-2                   | Robbie Barnes                |               |                     |
| 29 luglio | Pennsylvania Lawn Tennis Championship 1963 Haverford, USA Singolare - Doppio          |                                              |                              |               |                     |

### Agosto
| Settimana | Torneo                                                                                    | Vincitore                                           | Finalista                   | Semifinalisti                  | Eliminati ai quarti                               |
| --------- | ----------------------------------------------------------------------------------------- | --------------------------------------------------- | --------------------------- | ------------------------------ | ------------------------------------------------- |
| 3 agosto  | Canadian Championships 1963 Vancouver, Canada Singolare - Doppio                          | Whitney Reed 6-2 6-4 6-4                            | Keith Carpenter             |                                |                                                   |
| 3 agosto  | Canadian Championships 1963 Vancouver, Canada Singolare - Doppio                          | Marcelo Lara Joaquín Loyo-Mayo 4-6 7-5 3-6 7-5 10-8 | Keith Carpenter Tom Brown   |                                |                                                   |
| 3 agosto  | Slazenger Pro Championships 1963 Eastbourne, Gran Bretagna Singolare - Doppio             | Roger Becker 4-6 6-1 4-6 6-4 7-5                    | Peter Cawthorn              |                                |                                                   |
| 3 agosto  | Slazenger Pro Championships 1963 Eastbourne, Gran Bretagna Singolare - Doppio             | Roger Becker Peter Cawthorn 6-4 6-1 6-0             | W. Buccholz M. Lohr         |                                |                                                   |
| 4 agosto  | Torneo di Baden-Baden 1963 Baden Baden, Germania Singolare - Doppio                       | Roy Emerson 6-3 9-7 7-5                             | Edison Mandarino            |                                |                                                   |
| 4 agosto  | Torneo di Baden-Baden 1963 Baden Baden, Germania Singolare - Doppio                       |                                                     |                             |                                |                                                   |
| 4 agosto  | Torneo di Hannover 1963 Hannover, Germania Singolare - Doppio                             | Christian Kuhnke 7-5 6-4                            | Fred Stolle                 |                                |                                                   |
| 4 agosto  | Torneo di Hannover 1963 Hannover, Germania Singolare - Doppio                             |                                                     |                             |                                |                                                   |
| 4 agosto  | Eastern Grass Court Championships 1963 South Orange, USA Singolare - Doppio               | Gene Scott 6-4 6-4 6-4                              | Marty Riessen               |                                |                                                   |
| 4 agosto  | Eastern Grass Court Championships 1963 South Orange, USA Singolare - Doppio               |                                                     |                             |                                |                                                   |
| 6 agosto  | Poertschach Pro Championships 1963 Pörtschach am Wörther See, Austria Singolare - Doppio  | Andrés Gimeno 3-6 8-6 6-4 4-6 6-1                   | Frank Sedgman               | Ken Rosewall Butch Buchholz    | Rod Laver Alex Olmedo Ashley Cooper Lew Hoad      |
| 6 agosto  | Poertschach Pro Championships 1963 Pörtschach am Wörther See, Austria Singolare - Doppio  | Ashley Cooper Ken Rosewall 6-4 7-5                  | Mike Davies Tony Trabert    | Ken Rosewall Butch Buchholz    | Rod Laver Alex Olmedo Ashley Cooper Lew Hoad      |
| 11 agosto | Baltimore Mid-Atlantic Grass Court Championships 1963 Baltimora, USA Singolare - Doppio   | Larry Nagler                                        | Frank Froehling             |                                |                                                   |
| 11 agosto | Baltimore Mid-Atlantic Grass Court Championships 1963 Baltimora, USA Singolare - Doppio   |                                                     |                             |                                |                                                   |
| 11 agosto | Nassau Bowl 1963 Glen Cove, USA Singolare - Doppio                                        | Gene Scott 6-0 6-2 8-6                              | Roger Taylor                |                                |                                                   |
| 11 agosto | Nassau Bowl 1963 Glen Cove, USA Singolare - Doppio                                        |                                                     |                             |                                |                                                   |
| 11 agosto | Eastern Canada Championships 1963 Québec, Canada Singolare - Doppio                       | Hamilton Richardson 6-0 6-1 6-3                     | Raymond Senkowski           |                                |                                                   |
| 11 agosto | Eastern Canada Championships 1963 Québec, Canada Singolare - Doppio                       |                                                     |                             |                                |                                                   |
| 11 agosto | Torneo di San Sebastian 1963 San Sebastián, Spagna Singolare - Doppio                     | Roy Emerson 6-1 6-1 6-1                             | Salvador Soriano            |                                |                                                   |
| 11 agosto | Torneo di San Sebastian 1963 San Sebastián, Spagna Singolare - Doppio                     |                                                     |                             |                                |                                                   |
| 12 agosto | Kitzbuhel Pro Championships 1963 Kitzbühel, Austria Terra rossa Singolare - Doppio        | Rod Laver 6-3 6-4 6-4                               | Ken Rosewall                | Frank Sedgman Robert Haillet   | Tony Trabert Lew Hoad Butch Buchholz Alex Olmedo  |
| 12 agosto | Kitzbuhel Pro Championships 1963 Kitzbühel, Austria Terra rossa Singolare - Doppio        | Rod Laver Andrés Gimeno 6-4 6-3 7-5                 | Lew Hoad Robert Haillet     | Frank Sedgman Robert Haillet   | Tony Trabert Lew Hoad Butch Buchholz Alex Olmedo  |
| 13 agosto | German Championships 1963 Amburgo, Germania Singolare - Doppio                            | Martin Mulligan 6-0 0-6 8-6 6-2                     | Bob Hewitt                  |                                |                                                   |
| 13 agosto | German Championships 1963 Amburgo, Germania Singolare - Doppio                            |                                                     |                             |                                |                                                   |
| 18 agosto | Newport Casino Trophy 1963 Newport, USA Singolare - Doppio                                | Ian Crookenden 4-6 9-11 6-2 6-3 6-0                 | Roger Taylor                |                                |                                                   |
| 18 agosto | Newport Casino Trophy 1963 Newport, USA Singolare - Doppio                                |                                                     |                             |                                |                                                   |
| 18 agosto | Cannes Pro Championships 1963 Cannes, Francia Terra rossa Singolare - Doppio              | Rod Laver 6-2 6-3 6-4                               | Ken Rosewall                | Andrés Gimeno Frank Sedgman    | Lew Hoad Luis Ayala Malcolm Anderson Barry MacKay |
| 18 agosto | Cannes Pro Championships 1963 Cannes, Francia Terra rossa Singolare - Doppio              | Ken Rosewall Tony Trabert 3-6 6-0 6-3               | Lew Hoad Andrés Gimeno      | Andrés Gimeno Frank Sedgman    | Lew Hoad Luis Ayala Malcolm Anderson Barry MacKay |
| 18 agosto | Ontario Championships 1963 Ontario, Canada Singolare - Doppio                             | William Lenoir 7-5 6-2                              | Eduardo Zuleta              |                                |                                                   |
| 18 agosto | Ontario Championships 1963 Ontario, Canada Singolare - Doppio                             |                                                     |                             |                                |                                                   |
| 19 agosto | Alpenland Championships 1963 Kitzbühel, Austria Singolare - Doppio                        | Christian Kuhnke 5-7 6-2 6-1 1-6 7-5                | Tony Roche                  |                                |                                                   |
| 19 agosto | Alpenland Championships 1963 Kitzbühel, Austria Singolare - Doppio                        |                                                     |                             |                                |                                                   |
| 19 agosto | Bavarian Championships 1963 Monaco di Baviera, Germania Singolare - Doppio                | Patricio Rodríguez 1-6 4-6 7-5 9-7 6-2              | Niki Pilic                  |                                |                                                   |
| 19 agosto | Bavarian Championships 1963 Monaco di Baviera, Germania Singolare - Doppio                |                                                     |                             |                                |                                                   |
| 19 agosto | St Moritz Suvretta 1963 Sankt Moritz, Svizzera Singolare - Doppio                         | Jaroslav Drobný 6-4 6-4                             | Robert Howe                 |                                |                                                   |
| 19 agosto | St Moritz Suvretta 1963 Sankt Moritz, Svizzera Singolare - Doppio                         |                                                     |                             |                                |                                                   |
| 19 agosto | Brumana International 1963 Brummana, Libano Singolare - Doppio                            | Roy Emerson 6-2 6-2 6-2                             | Gordon Forbes               |                                |                                                   |
| 19 agosto | Brumana International 1963 Brummana, Libano Singolare - Doppio                            |                                                     |                             |                                |                                                   |
| 25 agosto | Dutch Pro Championships 1963 Noordwijk-on-sea, Paesi Bassi Terra rossa Singolare - Doppio | Rod Laver 6-2 6-3 6-3                               | Butch Buchholz              | Andrés Gimeno Malcolm Anderson | Frank Sedgman Luis Ayala Barry MacKay Lew Hoad    |
| 25 agosto | Dutch Pro Championships 1963 Noordwijk-on-sea, Paesi Bassi Terra rossa Singolare - Doppio | Barry MacKay Alex Olmedo 6-1 6-7 ritiro             | Andrés Gimeno Frank Sedgman | Andrés Gimeno Malcolm Anderson | Frank Sedgman Luis Ayala Barry MacKay Lew Hoad    |
| 25 agosto | Istanbul International Championships 1963 Istanbul, Turchia Singolare - Doppio            | Roy Emerson 8-10 6-2 6-2 6-1                        | Mike Sangster               |                                |                                                   |
| 25 agosto | Istanbul International Championships 1963 Istanbul, Turchia Singolare - Doppio            |                                                     |                             |                                |                                                   |
| 25 agosto | North of England Championships 1963 Scarborough, Gran Bretagna Singolare - Doppio         | Colin McHugo 7-5 6-2                                | Sheridan                    |                                |                                                   |
| 25 agosto | North of England Championships 1963 Scarborough, Gran Bretagna Singolare - Doppio         |                                                     |                             |                                |                                                   |
| 25 agosto | St Moritz Palace Hotel 1963 Sankt Moritz, Svizzera Singolare - Doppio                     | John Newcombe 7-5 6-1                               | Tony Roche                  |                                |                                                   |
| 25 agosto | St Moritz Palace Hotel 1963 Sankt Moritz, Svizzera Singolare - Doppio                     |                                                     |                             |                                |                                                   |

### Settembre
| Settimana    | Torneo                                                                                          | Vincitore                                          | Finalista                    | Semifinalisti              | Eliminati ai quarti                                         |
| ------------ | ----------------------------------------------------------------------------------------------- | -------------------------------------------------- | ---------------------------- | -------------------------- | ----------------------------------------------------------- |
| 1º settembre | Austrian International Championships 1963 Pörtschach am Wörther See, Austria Singolare - Doppio | Fred Stolle 6-2 7-5 6-1                            | Bob Hewitt                   |                            |                                                             |
| 1º settembre | Austrian International Championships 1963 Pörtschach am Wörther See, Austria Singolare - Doppio |                                                    |                              |                            |                                                             |
| 7 settembre  | Heart of America Tournament 1963 Kansas City, USA Singolare - Doppio                            | Cliff Drysdale                                     | François Godbout             |                            |                                                             |
| 7 settembre  | Heart of America Tournament 1963 Kansas City, USA Singolare - Doppio                            |                                                    |                              |                            |                                                             |
| 7 settembre  | U.S. National Championships 1963 New York, USA Singolare - Doppio                               | Rafael Osuna 7-5 6-4 6-2                           | Frank Froehling              |                            |                                                             |
| 7 settembre  | U.S. National Championships 1963 New York, USA Singolare - Doppio                               | Chuck McKinley Dennis Ralston 9-7 4-6 5-7 6-3 11-9 | Rafael Osuna Antonio Palafox |                            |                                                             |
| 8 settembre  | Sydney Metropolitan Hard Court Championships 1963 Sydney, Australia Singolare - Doppio          | Bill Bowrey 6-4 6-1                                | Robert Brien                 |                            |                                                             |
| 8 settembre  | Sydney Metropolitan Hard Court Championships 1963 Sydney, Australia Singolare - Doppio          |                                                    |                              |                            |                                                             |
| 15 settembre | French Pro Championships 1963 Parigi, Francia Parquet indoor Singolare - Doppio                 | Ken Rosewall 6-8 6-4 5-7 6-3 6-4                   | Rod Laver                    | Frank Sedgman Lew Hoad     | Butch Buchholz Robert Haillet Barry MacKay Malcolm Anderson |
| 15 settembre | French Pro Championships 1963 Parigi, Francia Parquet indoor Singolare - Doppio                 | Ken Rosewall Lew Hoad 6-2 7-5 8-6                  | Rod Laver Malcolm Anderson   | Frank Sedgman Lew Hoad     | Butch Buchholz Robert Haillet Barry MacKay Malcolm Anderson |
| 15 settembre | South of England Championships 1963 Eastbourne, Gran Bretagna Singolare - Doppio                | Mark Cox 1-6 7-5 6-2                               | Warren Jacques               |                            |                                                             |
| 15 settembre | South of England Championships 1963 Eastbourne, Gran Bretagna Singolare - Doppio                |                                                    |                              |                            |                                                             |
| 15 settembre | Colonial Tennis Classic 1963 Fort Worth, USA Singolare - Doppio                                 | Chuck McKinley 6-3 3-6 10-8                        | Hamilton Richardson          |                            |                                                             |
| 15 settembre | Colonial Tennis Classic 1963 Fort Worth, USA Singolare - Doppio                                 |                                                    |                              |                            |                                                             |
| 21 settembre | London Pro Indoor Championships 1963 Londra, Gran Bretagna Parquet indoor Singolare - Doppio    | Ken Rosewall 6-4 6-2 4-6 6-3                       | Lew Hoad                     | Alex Olmedo Butch Buchholz | Tony Trabert Malcolm Anderson Andrés Gimeno Rod Laver       |
| 21 settembre | London Pro Indoor Championships 1963 Londra, Gran Bretagna Parquet indoor Singolare - Doppio    | Frank Sedgman Alex Olmedo 3-6 6-3 6-2 10-8         | Butch Buchholz Barry MacKay  | Alex Olmedo Butch Buchholz | Tony Trabert Malcolm Anderson Andrés Gimeno Rod Laver       |
| 22 settembre | Pacific Southwest Championships 1963 Los Angeles, USA Singolare - Doppio                        | Arthur Ashe 2-6 9-7 6-2                            | Whitney Reed                 |                            |                                                             |
| 22 settembre | Pacific Southwest Championships 1963 Los Angeles, USA Singolare - Doppio                        |                                                    |                              |                            |                                                             |
| 27 settembre | Geneva Gold Trophy 1963 Ginevra, Svizzera Terra rossa Singolare - Doppio                        | Andrés Gimeno 9-7 6-4                              | Ken Rosewall                 | Rod Laver Frank Sedgman    | Butch Buchholz Malcolm Anderson Lew Hoad Barry MacKay       |
| 27 settembre | Geneva Gold Trophy 1963 Ginevra, Svizzera Terra rossa Singolare - Doppio                        | Ken Rosewall Lew Hoad 7-9 6-3 6-2                  | Rod Laver Malcolm Anderson   | Rod Laver Frank Sedgman    | Butch Buchholz Malcolm Anderson Lew Hoad Barry MacKay       |
| 29 settembre | Pacific Coast Championships 1963 Berkeley, USA Singolare - Doppio                               | Rafael Osuna 3-6 6-4 6-1 6-1                       | Whitney Reed                 |                            |                                                             |
| 29 settembre | Pacific Coast Championships 1963 Berkeley, USA Singolare - Doppio                               | Rafael Osuna Antonio Palafox 4-6 6-4 6-4 6-4       | Bill Bond Tom Edlefsen       |                            |                                                             |
| 30 settembre | Rome Pro Championships 1963 Roma, Italia Terra rossa Singolare - Doppio                         | Ken Rosewall 6-4 6-3                               | Rod Laver                    | Alex Olmedo Andrés Gimeno  | Barry MacKay Frank Sedgman Lew Hoad Luis Ayala              |
| 30 settembre | Rome Pro Championships 1963 Roma, Italia Terra rossa Singolare - Doppio                         | Alex Olmedo Andrés Gimeno 6-4 7-5                  | Butch Buchholz Barry MacKay  | Alex Olmedo Andrés Gimeno  | Barry MacKay Frank Sedgman Lew Hoad Luis Ayala              |

### Ottobre
| Settimana  | Torneo                                                                                   | Vincitore                                             | Finalista                | Semifinalisti              | Eliminati ai quarti |
| ---------- | ---------------------------------------------------------------------------------------- | ----------------------------------------------------- | ------------------------ | -------------------------- | ------------------- |
| ? ottobre  | Johannesburg Pro Championships 1963 Johannesburg, Sudafrica Cemento Singolare - Doppio   | Rod Laver 4-6 8-6 6-2                                 | Mike Davies              |                            |                     |
| ? ottobre  | Johannesburg Pro Championships 1963 Johannesburg, Sudafrica Cemento Singolare - Doppio   |                                                       |                          |                            |                     |
| 5 ottobre  | Rhodesian Pro Championships 1963 Salisbury, Rhodesia Cemento Singolare - Doppio          | Rod Laver 6-3 10-8                                    | Alex Olmedo              |                            |                     |
| 5 ottobre  | Rhodesian Pro Championships 1963 Salisbury, Rhodesia Cemento Singolare - Doppio          |                                                       |                          |                            |                     |
| 6 ottobre  | French Pro Closed Championships 1963 Parigi, Francia Singolare - Doppio                  | Jean-Claude Molinari 6-0 6-3                          | J. Mateo                 |                            |                     |
| 6 ottobre  | French Pro Closed Championships 1963 Parigi, Francia Singolare - Doppio                  |                                                       |                          |                            |                     |
| 7 ottobre  | Spanish Championships 1963 Barcellona, Spagna Singolare - Doppio                         | Manuel Santana 6-2 6-2 6-4                            | Mike Sangster            |                            |                     |
| 7 ottobre  | Spanish Championships 1963 Barcellona, Spagna Singolare - Doppio                         |                                                       |                          |                            |                     |
| 7 ottobre  | ACT Championships 1963 Canberra, Australia Singolare - Doppio                            | John Newcombe 6-3 6-4                                 | Fred Stolle              |                            |                     |
| 7 ottobre  | ACT Championships 1963 Canberra, Australia Singolare - Doppio                            |                                                       |                          |                            |                     |
| 7 ottobre  | Campionati Internazionali di Sicilia 1963 Palermo, Italia Singolare - Doppio             | Nicola Pietrangeli 6-4 6-4 6-4                        | Boro Jovanović           |                            |                     |
| 7 ottobre  | Campionati Internazionali di Sicilia 1963 Palermo, Italia Singolare - Doppio             |                                                       |                          |                            |                     |
| 13 ottobre | Torneo di Southport 1963 Southport, Australia Singolare - Doppio                         | Neil Gibson 8-6 6-2                                   | Maurice Guse             |                            |                     |
| 13 ottobre | Torneo di Southport 1963 Southport, Australia Singolare - Doppio                         |                                                       |                          |                            |                     |
| 13 ottobre | Israel International Championships 1963 Tel Aviv, Israele Singolare - Doppio             | Chuck McKinley 6-4 6-4                                | Frank Froehling          |                            |                     |
| 13 ottobre | Israel International Championships 1963 Tel Aviv, Israele Singolare - Doppio             |                                                       |                          |                            |                     |
| 14 ottobre | Natal Pro Championships 1963 Durban, Sudafrica Cemento Singolare - Doppio                | Alex Olmedo 9-7 6-4                                   | Rod Laver                | Mike Davies Butch Buchholz |                     |
| 14 ottobre | Natal Pro Championships 1963 Durban, Sudafrica Cemento Singolare - Doppio                | Rod Laver Malcolm Anderson 6-3 6-2                    | Tony Trabert Mike Davies | Mike Davies Butch Buchholz |                     |
| 20 ottobre | Queensland Hard Court Championships 1963 Mackay, Australia Singolare - Doppio            | Warren Jacques 7-5 6-3                                | Maurice Guse             |                            |                     |
| 20 ottobre | Queensland Hard Court Championships 1963 Mackay, Australia Singolare - Doppio            |                                                       |                          |                            |                     |
| 20 ottobre | Australian Hard Court Championships 1963 Sydney, Australia Singolare - Doppio            | Neale Fraser 6-2 6-2 6-4                              | Owen Davidson            |                            |                     |
| 20 ottobre | Australian Hard Court Championships 1963 Sydney, Australia Singolare - Doppio            |                                                       |                          |                            |                     |
| 20 ottobre | Sydney Metropolitan Grass Court Championships 1963 Sydney, Australia Singolare - Doppio  | John Newcombe 8-6 6-3                                 | Fred Stolle              |                            |                     |
| 20 ottobre | Sydney Metropolitan Grass Court Championships 1963 Sydney, Australia Singolare - Doppio  |                                                       |                          |                            |                     |
| 21 ottobre | Swiss Closed Pro Championships 1963 Berna, Svizzera Singolare - Doppio                   | E. Balestra                                           | Herzig                   |                            |                     |
| 21 ottobre | Swiss Closed Pro Championships 1963 Berna, Svizzera Singolare - Doppio                   | Krahenbuhl Lavanchy C. Ferrez Herzig titolo condiviso |                          |                            |                     |
| 25 ottobre | Western Cape Pro Championships 1963 Città del Capo, Sudafrica Cemento Singolare - Doppio | Rod Laver 6-0 6-4                                     | Alex Olmedo              |                            |                     |
| 25 ottobre | Western Cape Pro Championships 1963 Città del Capo, Sudafrica Cemento Singolare - Doppio | Tony Trabert Mike Davies 6-2 6-4                      | Alex Olmedo Luis Ayala   |                            |                     |
| 28 ottobre | Balboa Bay Club Invitational 1963 Newport Beach, USA Singolare - Doppio                  | Allen Fox 6-3 4-6 6-4                                 | Hugh Stewart             |                            |                     |
| 28 ottobre | Balboa Bay Club Invitational 1963 Newport Beach, USA Singolare - Doppio                  |                                                       |                          |                            |                     |
| 28 ottobre | British Covered Court Championships 1963 Londra, Gran Bretagna Singolare - Doppio        | Bobby Wilson 1-6-14 6-2 9-7                           | Roger Taylor             |                            |                     |
| 28 ottobre | British Covered Court Championships 1963 Londra, Gran Bretagna Singolare - Doppio        |                                                       |                          |                            |                     |

### Novembre
| Settimana   | Torneo                                                                                  | Vincitore                                 | Finalista               | Semifinalisti          | Eliminati ai quarti       |
| ----------- | --------------------------------------------------------------------------------------- | ----------------------------------------- | ----------------------- | ---------------------- | ------------------------- |
| Novembre    | Florida Closed Championships 1963 Delray Beach, USA Singolare - Doppio                  | B. Harris 6-2 7-5                         | Gardnar Mulloy          |                        |                           |
| Novembre    | Florida Closed Championships 1963 Delray Beach, USA Singolare - Doppio                  |                                           |                         |                        |                           |
| Novembre    | Charlie Farrell Invitation 1963 Palm Springs, USA Singolare - Doppio                    | Allen Fox                                 | Arthur Ashe             |                        |                           |
| Novembre    | Charlie Farrell Invitation 1963 Palm Springs, USA Singolare - Doppio                    |                                           |                         |                        |                           |
| 2 novembre  | Carlyon Bay Indoors 1963 St Austell, Gran Bretagna Singolare - Doppio                   | Ronald S. McKenzie 6-1 7-5                | Alan Mills              |                        |                           |
| 2 novembre  | Carlyon Bay Indoors 1963 St Austell, Gran Bretagna Singolare - Doppio                   |                                           |                         |                        |                           |
| 5 novembre  | Argentina International Championships 1963 Buenos Aires, Argentina Singolare - Doppio   | Nicola Pietrangeli 6-2 4-6 6-4 6-3        | Robert Barnes           |                        |                           |
| 5 novembre  | Argentina International Championships 1963 Buenos Aires, Argentina Singolare - Doppio   |                                           |                         |                        |                           |
| 6 novembre  | Japanese Pro Championships 1963 Tokyo, Giappone Singolare                               | Butch Buchholz 6-3 6-4                    | Rod Laver               | Lew Hoad Frank Sedgman | Ken Rosewall Barry MacKay |
| 7 novembre  | Queensland Championships 1963 Brisbane, Australia Singolare - Doppio                    | Roy Emerson 6-3 5-7 6-4 4-6 6-1           | Fred Stolle             |                        |                           |
| 7 novembre  | Queensland Championships 1963 Brisbane, Australia Singolare - Doppio                    |                                           |                         |                        |                           |
| 9 novembre  | Palace Hotel Covered Court Championships 1963 Torquay, Gran Bretagna Singolare - Doppio | Keith Diepraam 6-3 6-4                    | Bobby Wilson            |                        |                           |
| 9 novembre  | Palace Hotel Covered Court Championships 1963 Torquay, Gran Bretagna Singolare - Doppio |                                           |                         |                        |                           |
| 17 novembre | Perth Spring Tournament 1963 Perth, Australia Singolare - Doppio                        | Brian C. Bowman 6-0 6-3 6-1               | Dyer                    |                        |                           |
| 17 novembre | Perth Spring Tournament 1963 Perth, Australia Singolare - Doppio                        |                                           |                         |                        |                           |
| 18 novembre | New South Wales Championships 1963 Sydney, Australia Singolare - Doppio                 | Dennis Ralston 6-8 6-3 6-4 6-4            | Mike Sangster           |                        |                           |
| 18 novembre | New South Wales Championships 1963 Sydney, Australia Singolare - Doppio                 | Chuck McKinley Dennis Ralston 6-4 6-2 6-4 | Roy Emerson Neale Faser |                        |                           |
| 25 novembre | South Australian Championships 1963 Adelaide, Australia Singolare - Doppio              | John Newcombe 6-1 6-3 15-17 6-1           | Dennis Ralston          |                        |                           |
| 25 novembre | South Australian Championships 1963 Adelaide, Australia Singolare - Doppio              |                                           |                         |                        |                           |

### Dicembre
| Settimana   | Torneo                                                                    | Vincitore                         | Finalista                    | Semifinalisti | Eliminati ai quarti |
| ----------- | ------------------------------------------------------------------------- | --------------------------------- | ---------------------------- | ------------- | ------------------- |
| 2 dicembre  | Tucson Invitational 1963 Tucson, USA Singolare - Doppio                   | Rafael Osuna 1-6 7-5 6-2          | Hamilton Richardson          |               |                     |
| 2 dicembre  | Tucson Invitational 1963 Tucson, USA Singolare - Doppio                   |                                   |                              |               |                     |
| 5 dicembre  | Victorian Championships 1963 Melbourne, Australia Singolare - Doppio      | Dennis Ralston 8-6 6-4 6-3        | Fred Stolle                  |               |                     |
| 5 dicembre  | Victorian Championships 1963 Melbourne, Australia Singolare - Doppio      |                                   |                              |               |                     |
| 8 dicembre  | US Hard Court Championships 1963 La Jolla, USA Singolare - Doppio         | Arthur Ashe 6-3 12-10             | Allen Fox                    |               |                     |
| 8 dicembre  | US Hard Court Championships 1963 La Jolla, USA Singolare - Doppio         |                                   |                              |               |                     |
| 8 dicembre  | Coupe Albert Canet 1963 Parigi, Francia Singolare - Doppio                | Pierre Barthes 11-9 6-2 8-6       | Pierre Darmon                |               |                     |
| 8 dicembre  | Coupe Albert Canet 1963 Parigi, Francia Singolare - Doppio                |                                   |                              |               |                     |
| 8 dicembre  | Florida Pro Championships 1963 Hollywood, USA Singolare - Doppio          | Sam Giammalva 6-3 4-6 6-4         | Alan Quay                    |               |                     |
| 8 dicembre  | Florida Pro Championships 1963 Hollywood, USA Singolare - Doppio          | Alan Quay Warren Woodcock 6-0 6-1 | Jack Arkinstall Jason Morton |               |                     |
| 15 dicembre | Western Australian Championships 1963 Perth, Australia Singolare - Doppio | Fred Stolle 7-5 7-5 6-8 6-4       | John Newcombe                |               |                     |
| 15 dicembre | Western Australian Championships 1963 Perth, Australia Singolare - Doppio |                                   |                              |               |                     |
| 28 dicembre | Sugar Bowl Invitation 1963 New Orleans, USA Singolare - Doppio            | Hamilton Richardson 8-6 5-7 6-1   | Cliff Richey                 |               |                     |
| 28 dicembre | Sugar Bowl Invitation 1963 New Orleans, USA Singolare - Doppio            |                                   |                              |               |                     |
| 31 dicembre | Royal South Yarra Tournament 1963 Melbourne, Australia Singolare - Doppio | John Sharpe 6-3 6-1               | T. Clayton                   |               |                     |
| 31 dicembre | Royal South Yarra Tournament 1963 Melbourne, Australia Singolare - Doppio |                                   |                              |               |                     |

## Pro tour
Nel corso dell'anno si giocarono diversi tornei che facevano parte dei pro tour: un insieme di tornei composti da pochi partecipanti: da 2, 4 o 6 giocatori in cui i migliori tennisti si sfidavano in scontri diretti in varie località. Il vincitore del tour era il tennista che aveva un vantaggio nei testa a testa con gli altri giocatori.
| Data                        | Località                | Nome del tour                  | Partecipanti |
| --------------------------- | ----------------------- | ------------------------------ | --- |
| gennaio 1963                | Australia Nuova Zelanda | Australasian Pro Tour 1963     | Ken Rosewall- Rod Laver 11–2 Lew Hoad- Rod Laver 8-0 Andrés Gimeno- Luis Ayala 5-2 |
| 8 febbraio 1963 maggio 1963 | Stati Uniti e Canada    | World Championship Series 1963 | Round Robin: 1) Ken Rosewall 31–10 2) Rod Laver 25–16 3) Butch Buchholz 23–18 4) Andrés Gimeno 21–20 5) Barry MacKay 12–29 6) Luis Ayala 11–29 Finali: 1) Ken Rosewall 14–4 2) Rod Laver 4–14 3) Andrés Gimeno 11–7 4) Butch Buchholz 7–11 |
| 1-2 ottobre 1963            | Italia                  | Trofeo Facis 1963              | Rod Laver Barry MacKay Andrés Gimeno Butch Buchholz Mike Davies Malcolm Anderson Alex Olmedo Luis Ayala |